# Carl Berling
Johan Carl Ernst Berling (født 30. august 1812 i København, død 30. marts 1871 i Ismailia) var hofembedsmand, bogtrykker og avisudgiver. Carl Berling var søn af bogtrykker Carl Christian Berling og Sophie Hedevig født Glassing (død 1859).

## Typografen bliver avisudgiver
Berling gik ikke i skole, men undervistes i hjemmet og uddannedes derefter som typograf. Da hans far, der udgav Dansk Statstidende, døde i 1824, gik forretningen over til moren, der snart fik en dygtig og virksom medbestyrer i sønnen. Hidtil havde trykkeriet været den væsentligste del af forretningen, mens Berlingske politiske og Avertissements-Tidende fra 1833 spillede en underordnet rolle. Under Berling forandrede det sig efterhånden: Avisen blev hovedsagen i kraft af Berlings administrative talent, avertissementsprivilegiet og Nathansens dygtige redaktion.
Den vandt overordentlig stor udbredelse og udkom fra 1844 to gange om dagen. Efter tronskiftet 1848 skete et vendepunkt i Berlings liv, da han blev ven med nye konge, Frederik 7.. Han havde lært ham at kende, da han som kronprins i slutningen af 1830'erne var kommandant i Fredericia. Kongen udmærkede med korte mellemrum sin yndling: Berling udnævntes til privatsekretær hos kongen, etatsråd og 31. december 1848 til generalkasserer for civillisten.
I 1849 blev Berling kammerherre, 1851 rejsemarskal, i 1852 fik han kommandørkorset og i 1855 samme rang som kongens hofmarskal. I 1857 udnævntes Berling til generalintendant for civillisten, og i 1858 tildeltes han en sidste udmærkelse fra kongen: Dannebrogsordenens storkors. Af fremmede ordensdekorationer havde Berling to svenske, en norsk og en fransk ridderorden.

## Patrioten
Ved kong Frederik 7.s hof spillede Berling en betydningsfuld rolle. Ikke alene pga. den tillid, kongen nærede til ham, og hans vigtige stilling som chef for civillisten. Men den skyldtes også den yndest, han nød hos sin veninde, kongens morganatiske hustru lensgrevinde Danner. Berling følte varmt for sit danske fædreland og indtog i politisk henseende et frisindet standpunkt. Det styrkedes ham efter hans indtræden i hofkredsen. Den levede på minderne fra Frederik 6.s og Christian 8.’s hof og betragtede ham som en parvenu. Som modvægt mod denne stemning søgte Berling at vinde yndest hos den store befolkning, der ikke spurgte om hofkvalifikationer.
Berling havde en heldig dansk indflydelse, men anderledes med helstaten. Berlings nærvær ved hoffet i forening med grevinde Danner svækkede den sammenholdende kraft mellem monarkiets forskellige dele, som skulle udgå fra kronen.
Det slesvig-holstenske ridderskab følte sig nemlig frastødt af hoffet i København. I 1859 indtrådte en krise, der middelbart fik Berlings fald til følge. Da lensgrevinde Danner viste en stedse mere udpræget tendens til at indtage en fremskudt stilling og lade sig hylde officielt som kongens gemalinde, forlangte ministeriet Hall-Krieger, for i det mindste at svække det morganatiske elements betydning ved hoffet og dets skadelige virksomhed for monarkiet, at Berling skulle afskediges.
Ministeriet troede, at Berling personlig var mindre vel set af kong Karl 15. af Sverige og Norge, på hvis venskabsfølelse for Frederik 7. det lagde den største vægt især under striden med Tyskland. Grevinde Danner bevirkede, at kongen afslog fordringen.
Kabinettet Hall-Krieger trådte tilbage 2. december 1859, og ministeriet Rotwitt-Blixen-Finecke, der støttede sig på Venstre, overtog magten. Berling, mod hvem opinionen i det nationalliberale parti havde rejst sig med megen styrke, tog den 30. december 1859 initiativet til at forlade alle sine hofstillinger.

## Rejselyst
Berling blev alvorligt syg året efter og tog rask fat på ledelsen af Berlingske Tidendes administration. I fritiden læste danske forfattere og opnåede et omfattende kendskab til sit litteratur. Berling havde passion for at rejse, og han havde råd til det. Han besøgte næsten alle europæiske lande. I året 1871 begav han sig til Italien, hvor han i Neapel traf sammen med grevinde Danner, og rejste med hende og hendes følge til Egypten. Det var hans hensigt at besøge Jerusalem, men han ramtes 30. marts i Ismailia af et slagtilfælde, der gjorde ende på hans liv.
Berling stod personlig i det bedste forhold til medlemmerne af Berlingske Tidendes redaktion og til trykkeriets personale, og han glemte i sine hofstillinger ingen sinde , at han var bogtrykker. Hofkredsens aristokratiske elementer mindede ham nu også jævnligt om det. Berlings økonomiske talent kom lensgrevinde Danner til gode; hun fulgte hans råd og efterlod sig en stor formue til institutioner som "Kong Frederik VII's Stiftelse" og "Jægerspris Stiftelse".
18. oktober 1854 ægtede han Polly Haderup (født 14. februar 1825), der overlevede ham.